# El truhán y su prenda
El truhán y su prenda (título original: Little Miss Marker) es una película de comedia estadounidense de 1980 dirigida por Walter Bernstein, protagonizada por Walter Matthau, Julie Andrews y Tony Curtis. Fue el primer y penúltimo filme de Walter Berntein.
Es la segunda adaptación de la película de 1934 Dejada en prenda.

## Argumento
Son los años 30 y Estados Unidos está en crisis, por lo que hay mucha miseria e incluso suicidios por ello. El "Amargado" Jones es un solterón muy rico y además un gruñón ávaro corredor de apuestas de caballos, que cimenta su vida en las pérdidas de otros y que tiene éxito total en ello, por lo que la crisis no puede por ello afectarle. Por ello incluso su rival Blackie, un gangster, le tiene envidia. Como tal, sin embargo, tiene una reputación que mantener, así que cuando un apostador sin suerte le pide que acepte a su hija como prenda de la deuda hasta que pueda pagarle, él enseguida acepta. 
Pero el hombre se suicida cuando no puede pagarle y, de repente, se encuentra atrapado con la prenda y esta preciosa niña de seis años sin parientes se convertirá poco a poco en algo más de lo que había pactado al inicio. Le abre el corazón, acaba con su avaricia e incluso le ayuda a encontrar el amor en Amanda, una mujer viuda, cuyo marido se ha suicidado. Tiene corazón y es una poseedora de un sitio de juegos en su mala situación, en el que también Jones y Blackie están metidos y que también quiere a la niña. 
Finalmente, él renuncia a su vida como apostador, entrega a Blackie su negocio y decide casarse con Amanda, cuando se lo propone, para salvar a la niña del orfanato adonde el estado quiere envíarla, un casamiento que, en su amor, será para siempre.

## Reparto
- Walter Matthau - "Amargado" Jones
- Julie Andrews - Amanda Wartington
- Tony Curtis - Blackie
- Sara Stimson - La niña
- Bob Newhart - Regret, subordinado del "Amargado" Jones
- Lee Grant - La Juez
- Brian Dennehy - Herbie, cómplice de Blackie
- Kenneth McMillan - Brannigan, policía
- Andrew Rubin - Carter, padre la niña